# Il giocatore invisibile (film 1985)
Il giocatore invisibile è un film del 1985, diretto da Sergio Genni e tratto dal romanzo omonimo di Giuseppe Pontiggia.

## Trama
Un professore di filologia di una prestigiosa università italiana, viene ridicolizzato da una lettera anonima apparsa su di una nota rivista letteraria. Per lui è un duro colpo sia sotto il profilo umano che professionale, che lo spinge ad un’affannosa ricerca volta a scoprire l’autore di quell’infamante pezzo.
Si troverà ben presto confrontato con la spessa coltre di ipocrisie e falsità, che lui stesso aveva contribuito a creare, sia nei rapporti coi colleghi, che in quello con la bella e giovane moglie, ormai sempre più distante da lui.
Ciò che inizialmente era soltanto la voglia di sapere chi potesse essere il suo nemico, diventa ben presto un’ossessione e, a costo di mettere a repentaglio la propria onorata carriera, decide di andare fino in fondo. Ciò che ne scaturirà andrà ben oltre la semplice scoperta dell’identità del suo anonimo avversario.